# Pinner
Pinner est une banlieue de 19156 habitants dans le borough londonien de Harrow dans le Grand Londres, en Angleterre.

## Personnalités liées à la ville
- Elton John est né à Pinner le 25 mars 1947.
- Patrick Moore est né à Pinner le 4 mars 1923.
- Henry James Pye est mort à Pinner le 11 août 1813.
- Dave Egerton, international de rugby et entraîneur, y est né en 1961.